# Lijst van nummer 1-albums in de Nederlandse Album Top 100 in 2015
Onderstaande albums stonden in 2015 op nummer 1 in de Nederlandse Album Top 100. De lijst wordt samengesteld door GfK Dutch Charts.
| Nummer | Datum        | Artiest                | Titel                                          |
| ------ | ------------ | ---------------------- | ---------------------------------------------- |
| 725    | 3 januari    | Ed Sheeran             | X                                              |
|        | 10 januari   | Ed Sheeran             | X                                              |
|        | 17 januari   | Ed Sheeran             | X                                              |
| 711    | 24 januari   | Kensington             | Rivals                                         |
| 726    | 31 januari   | Hardwell               | United we are                                  |
| 727    | 7 februari   | Jan Smit               | Recht uit m'n hart - ballades                  |
|        | 14 februari  | Jan Smit               | Recht uit m'n hart - ballades                  |
| 728    | 21 februari  | Racoon                 | All in good time                               |
|        | 28 februari  | Racoon                 | All in good time                               |
| 729    | 7 maart      | Dotan                  | 7 Layers                                       |
| 730    | 14 maart     | Madonna                | Rebel heart                                    |
| 731    | 21 maart     | Mark Knopfler          | Tracker                                        |
|        | 28 maart     | Mark Knopfler          | Tracker                                        |
| 732    | 4 april      | Selah Sue              | Reason                                         |
| 733    | 11 april     | Kovacs                 | Shades of black                                |
| 734    | 18 april     | Beth Hart              | Better than home                               |
| 735    | 25 april     | Boudewijn de Groot     | Achter glas                                    |
|        | 2 mei        | Boudewijn de Groot     | Achter glas                                    |
| 736    | 9 mei        | Mumford & Sons         | Wilder mind                                    |
| 737    | 16 mei       | Django Wagner          | Mijn muziek, mijn passie                       |
| 738    | 23 mei       | Douwe Bob              | Pass it on                                     |
| 739    | 30 mei       | Kenny B                | Kenny B                                        |
| 740    | 6 juni       | Ancora                 | Voorbij de horizon                             |
| 741    | 13 juni      | Muse                   | Drones                                         |
|        | 20 juni      | Muse                   | Drones                                         |
| 742    | 27 juni      | Maaike Ouboter         | En hoe het dan ook weer dag wordt              |
|        | 4 juli       | Maaike Ouboter         | En hoe het dan ook weer dag wordt              |
| 743    | 11 juli      | Henk Bernard           | Liefde is leven                                |
|        | 18 juli      | Henk Bernard           | Liefde is leven                                |
| 744    | 25 juli      | Tame Impala            | Currents                                       |
| 745    | 1 augustus   | Roger Waters           | Amused to death (Deluxe edition)               |
| 746    | 8 augustus   | Lianne La Havas        | Blood                                          |
| 747    | 15 augustus  | Dr. Dre                | Compton                                        |
|        | 22 augustus  | Dr. Dre                | Compton                                        |
|        | 29 augustus  | Dr. Dre                | Compton                                        |
| 748    | 5 september  | Toppers                | Toppers in concert 2015 - Crazy summer edition |
| 749    | 12 september | Iron Maiden            | The book of souls                              |
| 748    | 19 september | Toppers                | Toppers in concert 2015 - Crazy summer edition |
| 750    | 26 september | Nick & Simon           | Open                                           |
| 751    | 3 oktober    | The Common Linnets     | II                                             |
| 752    | 10 oktober   | Editors                | In dream                                       |
| 753    | 17 oktober   | Guus Meeuwis           | Morgen                                         |
| 754    | 24 oktober   | Kinderen voor Kinderen | Raar maar waar - 36                            |
| 755    | 31 oktober   | 5 Seconds of Summer    | Sounds good feels good                         |
| 756    | 7 november   | Armin van Buuren       | Embrace                                        |
| 757    | 14 november  | Anouk                  | Greatest Hits                                  |
| 758    | 21 november  | Justin Bieber          | Purpose                                        |
| 759    | 28 november  | Adele                  | 25                                             |
|        | 5 december   | Adele                  | 25                                             |
|        | 12 december  | Adele                  | 25                                             |
|        | 19 december  | Adele                  | 25                                             |
|        | 26 december  | Adele                  | 25                                             |